# Ro10-5824
Ro10-5824 je lek koji deluje kao dopaminski agonist. On je selektivni parcijalni agonist D4 podtipa. Ro10-5824 deluje kao kognitivni pojačivač u životinjskim studijama.